# Кильдинский пролив
Кильди́нский проли́в (Кильди́нская са́лма) — пролив в Баренцевом море, отделяет остров Кильдин от Мурманского берега Кольского полуострова.
Длина 19 км. Ширина от 700 м до 4 км. Глубина до 142 м. На фарватере наименьшая глубина 29 м. Берег обрывистый, скалистый.
В проливе располагается остров Малый Кильдин. В восточной части пролива находится Кильдинская банка, глубиной 11 м. На побережье выделяются мысы Бык, Пригонный, Коровий, Могильный (остров Кильдин) Топоркова Пахта, Чеврай (Мурманский берег). В южной части пролива находятся залив Пенелухт, бухты Коренкол и Ручьи; в северной части Могильная бухта. В пролив впадают реки Зарубиха и Чёрная, также впадает множество ручьев, крупнейшие из которых Червяной, Аленков, Гусиный, Тресчаный, Кислый и Собачий.
Назван по острову Кильдин.
На берегу пролива расположены населённые пункты Восточный Кильдин и Западный Кильдин.
Пролив находится в акватории сельского поселения Териберка Кольского района Мурманской области.
Кильдинский пролив подробно описан в атласе Иоганна ван Кёлена 1682 года и в голландском атласе 1790 года. Исследовался экспедицией Литке 1822 года.
Пролив является хорошим местом для ловли трески.
По проливу назван теплоход «Кильдинский пролив».